# فلاديمير روث
فلاديمير روث (بالتشيكية: Vladimír Roth)‏ هو لاعب هوكي الجليد تشيكي، ولد في 25 يونيو 1990 في براغ في التشيك.

## وصلات خارجية
- فلاديمير روث على موقع EliteProspects.com (الإنجليزية)
- فلاديمير روث على موقع HockeyDB.com (الإنجليزية)